# Amblema neislerii
Amblema neislenii là một loài trai nước ngọt được tìm thấy ở các sông ở nam Georgia và Florida.